# Jurgi Camblong
Pour les articles homonymes, voir Camblong.
Jurgi Camblong, né le 15 mars 1978 à Bayonne, dans le Pays basque français, est un biologiste moléculaire et entrepreneur dans le domaine de la médecine basée sur les données. Il est le directeur et cofondateur de l'entreprise Sophia Genetics.

## Biographie
Jurgi Camblong naît le 15 mars 1978 à Bayonne, dans le Pays basque français. Il fait ses classes dans une ikastola, une école associative dont l’enseignement est dispensé en basque.
Il entame en Suisse en 2002 un doctorat en biologie au Centre médical universitaire de l’Université de Genève. Il y publie son travail de thèse en 2007. De 2008 à 2010, il poursuit son cursus à l’Université d’Oxford, avant de revenir s’installer en Suisse. Il décroche ensuite un EMBA en Management et Technologie issu conjointement par l’EPFL et l’Université de Lausanne.
Jurgi Camblong a été membre de l’organe consultatif « Transformation numérique » du Gouvernement suisse.

## Activités entrepreneuriales

### Sophia Genetics
En 2011, Jurgi Camblong fonde Sophia Genetics, une entreprise active dans le domaine de la biotechnologie, avec le Dr. Pierre Hutter et le Prof. Lars Steinmetz, à l’Innovation Park de l’EPFL, en Suisse. En 2015, l’entreprise ouvre ses propres bureaux à Saint-Sulpice, puis ouvre des succursales à Bidart, dans le Pays basque français, et à Boston, en 2018. Elle se spécialise dans l’analyse des données génomiques et développe Sophia, une plateforme basée sur l’intelligence artificielle, qui transforme les données cliniques des patients en informations exploitables par les professionnels de la santé. Outre les données génomiques, la plateforme agrège et analyse des données radiomiques afin d’aider au diagnostic de patients atteints de cancer et de troubles héréditaires rares, à monitorer l’évolution d’un cancer et le succès d’un traitement, ainsi qu'à guider les traitements de précision.
L’entreprise entend démocratiser la médecine basée sur les données (data-driven medicine) grâce à une communauté d’établissements hospitaliers partenaires.
Sous l'égide de Jurgi Camblong, Sophia Genetics a remporté de nombreux prix d'innovation, et rassemblé plusieurs centaines de millions de dollars américains en levées de fonds successives,,.
Le 23 juillet 2021, Sophia Genetics entre en bourse et Camblong sonne la cloche à Wall Street. La même année, le siège mondial de l'entreprise déménage à Rolle. 

### Distinctions
En 2017, Jurgi Camblong reçoit le prix de l'entrepreneur émergent de l'année décerné par le cabinet d'audit EY,,.

## Publications
- (en) Tan-Wong SM, Zaugg JB, Camblong J, Xu Z, Zhang DW, Mischo HE, Ansari AZ, Luscombe NM, Steinmetz LM, Proudfoot NJ. Gene loops enhance transcriptional directionality. Science. 2012 Nov 2;338(6107):671-5. doi: 10.1126/science.1224350. Epub 2012 Sep 27. PMID 23019609; PMCID: PMC3563069.

- (en) Camblong J, Iglesias N, Fickentscher C, Dieppois G, Stutz F. Antisense RNA stabilization induces transcriptional gene silencing via histone deacetylation in S. cerevisiae. Cell. 2007 Nov 16;131(4):706-17. doi: 10.1016/j.cell.2007.09.014. PMID 18022365.
- (en) Xu Z, Wei W, Gagneur J, Perocchi F, Clauder-Münster S, Camblong J, Guffanti E, Stutz F, Huber W, Steinmetz LM. Bidirectional promoters generate pervasive transcription in yeast. Nature. 2009 Feb 19;457(7232):1033-7. doi: 10.1038/nature07728. Epub 2009 Jan 25. PMID 19169243; PMCID: PMC2766638.
- (en) Camblong J, Beyrouthy N, Guffanti E, Schlaepfer G, Steinmetz LM, Stutz F. Trans-acting antisense RNAs mediate transcriptional gene cosuppression in S. cerevisiae. Genes Dev. 2009 Jul 1;23(13):1534-45. doi: 10.1101/gad.522509. PMID 19571181; PMCID: PMC2704465